# 山田正治
山田 正治（やまだ まさじ、1923年（大正12年） - ）は日本の工学者。茨城大学名誉教授。専門は制御工学。
2005年（平成17年）8月、フェルマーの最終定理の短い証明を発表した。さらに自身のサイトで短い証明の英語版と日本語訳を公開した。

## 略歴
- 1923年（大正12年） 神戸市で生まれる。
- 1945年（昭和20年） 大阪大学工学部卒業。
- 1967年（昭和42年） 茨城大学工学部教授。
- 現在は茨城大学名誉教授。

## 著書
- 『数理制御システム』学献社、1971年。
- 『フェルマー大定理の短証明　フェルマー大定理の別証明』東京図書出版会、2005年8月。ISBN 4-901880-51-9。